# Gugi Sándor
Gugi Sándor (Budapest, 1917. szeptember 12. – Budapest, 1998. december 31.) grafikusművész, újságíró, festő és pedagógus. Könyv- és sajtó illusztrátor. Az 1950-es években kulcsfontosságú szerepet játszott a magyar képregény újraindításában.

## Életrajz
Gugi Sándor 1934-ben országos tanulmányi rajzversenyt nyert, és egy évvel később felvették a Képzőművészeti Főiskolára, Aba-Novák Vilmos festőtagozatára. Tanulmányai végén tanári oklevelet szerzett mértani rajz és képzőművészeti ismeretek tanításából, és 1940-től munkába állt kisegítő rajztanárként.
1947-től 1949-ig az Árpád Gimnázium rajz- és művészettörténet tanára, valamint igazgatóhelyettese volt. Miután abbahagyta a tanítást, a sajtógrafika felé fordult, és a Szabad Népnek dolgozott.
Első képregényét 1954-ben publikálta a Tanácsok Lapjánál, ahol S.J. szövege alapján Talál Tamás kalandjait rajzolta meg 45 csíkban. A következő évben felkereste az Oktatásügyi Minisztériumban dolgozó Cs. Horváth Tibort azzal a javaslattal, hogy az addig a szovjet-típusú kultúrpolitika által nem jó szemmel nézett képregény („imperialista kultúrmocsok”) rehabilitálása céljából adaptáljanak klasszikus és populáris irodalmi műveket ebben a formában. Ez követően Gugi képregényei – többnyire Cs. Horváth forgatókönyvei alapján – megjelentek az Új Világ, a Szabadságharcos, a Po Sztránye Szovetov, a Magyar Ifjúság, a Füles és a Képes Nyelvmester oldalain. Utóbbi idegennyelv-oktató folyóirat címlapjainak hosszú ideig tervezője-rajzolója volt. 
1960-as években egy időre hátat fordított a képregénynek. Sajtógrafikusként, képszerkesztőként, illusztrátorként különféle lapoknak volt belső és külső munkatársa (többek között: Kirakat, Tanácsok Lapja, Család és Iskola), az 1970-es évek elején állást vállalt a Tervezésfejlesztési és Típustervező Intézetben (TTI) (a kiadványok kép- és tördelőszerkesztője, tipográfusa), majd 1974-től a Magyar Ifjúság tördelőszerkesztőjeként dolgozott. Ő tervezte a Világgazdaság napilap klasszikus, „földgömbös” fejlécét is. 1970-ben még két Rejtő-kisregény feldolgozásának az erejéig visszatért a képregényhez.

## Válogatott munkák
- Jules Verne: Grant kapitány gyermekei (orosz nyelven, Po Sztránye Szovetov, 1955-1956)
- Cs. Horváth Tibor: Veszélyes küldetés (Szabadság, 1955-1956)
- Cs. Horváth Tibor: Hová lett Iljin? (Új Világ, 1956)
- Leonyid Szovoljov: A csendháborító (Új Világ, 1956, majd Magyar Ifjúság, 1958 – újrakiadás: Gugi: Válogatott művek, 2006)
- Veres Pál: Kolumbusz tojása (Tanácsok Lapja, 1957 – újrakiadás: Gugi: Válogatott művek, 2006)
- Anatolji Ribakov: A tőr (orosz nyelven, Képes Nyelvmester, 1957)
- Veres Pál: Nagy Frigyes és a sakkozógép (Tanácsok Lapja, 1957 – újrakiadás: Gugi: Válogatott művek, 2006)
- H. G. Wells: A láthatatlan ember (Magyar Ifjúság, 1957 – újrakiadás: Gugi: Válogatott művek, 2006)
- Mahomed Csömörön (Magyar Ifjúság, 1959; új, kiegészített kiadás Füles, 1978)
- Szavcsenko: Bern professzor feltámadása (Füles Évkönyve, 1963 – újrakiadás: Gugi: Válogatott művek, 2006)
- Szerb Antal: Szerelem a palackban (Magyar Ifjúság, 1964)
- Larri: Érdekes kalandok (orosz nyelven, Képes Nyelvmester, 1968-1969 – újrakiadás, magyar nyelven]: Gugi: Válogatott művek, 2006)
- Rejtő Jenő: Pipacs (Füles, 1970)
- Rejtő Jenő: Minden jó, ha vége van (Füles, 1970)
- H. G. Wells: Struccvásár (Füles Évkönyve, 1971 – újrakiadás: Gugi: Válogatott művek, 2006)

## Könyvillusztrációk
- Aszlányi Károly: Kalandos vakáció, Minerva Kiadó, Budapest, 1957.
- Aszlányi Károly: Az Északi Park felfedezése, Minerva Kiadó, Budapest, 1957.

## Gyűjteményes kiadás
- Gugi Sándor: Válogatott művek (Fekete-Fehér Képregénymúzeum, Míves Céh kiadó, 2006)[3]

## Stílus és elmélet
Gugi számtalan stílusban és eszközzel tudott rajzolni. Reális tusrajz (Láthatatlan ember), lavírozott technika (Grant kapitány gyermekei), karikatúra (Mahomed Csömörön). Képes volt hosszú heteket eltölteni egy-egy képkocka megrajzolásának az előkészületeivel, mert minden egyes apró részletnek, bútoroknak, ruházatnak, építészetnek utánanézett.
„A képregény önálló, sajátos műfajú grafikai alkotás. Egy időbeli alaptörténet önálló térbeli megjelenítése a rajz nyelvén. Önálló alkotás saját műfaji jellegekkel, s nem csupán a regény szövegillusztrációja. Tehát nem »képes regény«, hanem a képekben kifejezett információkkal a grafika nyelvén elmondott regény. A történet, a cselekmény, a helyszín (beleértve a kor- és kultúrtörténeti elemeket is), sőt az egyes szereplők fizikai és szellemi megjelenése a rajzból olvasható le. Egy szereplő kidolgozott karaktere minden képben, minden helyzetben azonosítható. A képekben szereplő szövegek csupán kiegészítik a grafikát. Ami a rajzból kitűnik, az nem szerepelhet a szövegben, és viszont. A képi információkon túl a rajz esztétikai igényt is kielégít. Egy oldalpáron belül a képméretek váltakozása is a képregény ritmusát fokozza (premierplán – totálplán). Még a szövegbuborékok is grafikai elemként szerepelhetnek.” (Gugi Sándor, 1992).

## Egyéb
Gugit megjeleníti Koska Zoltán egy életrajzi képregényben:
- Koska Zoltán: A nagy Csé (Szépirodalmi Figyelő Alapítvány, Budapest, 2020)